# Bahnstrecke Staßfurt–Blumenberg
| Bahnhof Egeln (2002) |                         |                                      |                                      |
| Streckennummer (DB): | 6860                    |                                      |                                      |
| Kursbuchstrecke (DB): | 317 (2002)              |                                      |                                      |
| Kursbuchstrecke: | 158d (1934) 205h (1944) |                                      |                                      |
| Streckenlänge: | 32,6 km                 |                                      |                                      |
| Spurweite: | 1435 mm (Normalspur)    |                                      |                                      |
| Streckengeschwindigkeit: | 40 km/h                 |                                      |                                      |
| |                         |                                      |                                      |
| \| \| \| von Schönebeck \| \| \| \| 0,0 \| Staßfurt \| Staßfurt \| \| \| \| nach Güsten \| \| \| \| 0,522 \| Infrastrukturgrenze DB Netz / A.V.G. \| Infrastrukturgrenze DB Netz / A.V.G. \| \| \| \| Staßfurt Gbf \| \| \| \| 4,9 \| Hecklingen \| Hecklingen \| \| \| 11,2 \| Groß Börnecke Pr. Börnecke \| Groß Börnecke Pr. Börnecke \| \| \| 13,7 \| Schneidlingen \| Schneidlingen \| \| \| \| nach Aschersleben und Nienhagen \| \| \| \| 18,6 \| Egeln \| Egeln \| \| \| 21,4 \| Westeregeln (ehem. Bf) \| Westeregeln (ehem. Bf) \| \| \| \| Bode \| \| \| \| \| von Förderstedt \| \| \| \| 23,9 \| Etgersleben \| Etgersleben \| \| \| 28,1 \| Klein Germersleben \| Klein Germersleben \| \| \| \| von Halberstadt \| \| \| \| \| von Schönebeck \| \| \| \| 32,6 \| Blumenberg \| Blumenberg \| \| \| \| nach Eilsleben \| \| \| \| \| nach Magdeburg \| \| \| \| \| \| \| \| Quellen: [1][2] \| \| \| \| |                         |                                      |                                      |
| Strecke |                         | von Schönebeck                       | von Schönebeck                       |
| Bahnhof | 0,0                     | Staßfurt                             | Staßfurt                             |
| Abzweig geradeaus und nach links |                         | nach Güsten                          | nach Güsten                          |
| Wechsel des Eisenbahninfrastrukturunternehmens | 0,522                   | Infrastrukturgrenze DB Netz / A.V.G. | Infrastrukturgrenze DB Netz / A.V.G. |
| Dienststation / Betriebs- oder Güterbahnhof |                         | Staßfurt Gbf                         | Staßfurt Gbf                         |
| Bahnhof | 4,9                     | Hecklingen                           | Hecklingen                           |
| ehemaliger Dienststation / Betriebs- oder Güterbahnhof | 11,2                    | Groß Börnecke Pr. Börnecke           | Groß Börnecke Pr. Börnecke           |
| Bahnhof | 13,7                    | Schneidlingen                        | Schneidlingen                        |
| Abzweig geradeaus und nach links |                         | nach Aschersleben und Nienhagen      | nach Aschersleben und Nienhagen      |
| Bahnhof | 18,6                    | Egeln                                | Egeln                                |
| Haltepunkt / Haltestelle Strecke ab hier außer Betrieb | 21,4                    | Westeregeln (ehem. Bf)               | Westeregeln (ehem. Bf)               |
| Brücke über Wasserlauf (Strecke außer Betrieb) |                         | Bode                                 | Bode                                 |
| Abzweig geradeaus und von rechts (Strecke außer Betrieb) |                         | von Förderstedt                      | von Förderstedt                      |
| Bahnhof (Strecke außer Betrieb) | 23,9                    | Etgersleben                          | Etgersleben                          |
| Bahnhof (Strecke außer Betrieb) | 28,1                    | Klein Germersleben                   | Klein Germersleben                   |
| Abzweig ehemals geradeaus und von links |                         | von Halberstadt                      | von Halberstadt                      |
| Abzweig geradeaus und ehemals von rechts |                         | von Schönebeck                       | von Schönebeck                       |
| Dienststation / Betriebs- oder Güterbahnhof | 32,6                    | Blumenberg                           | Blumenberg                           |
| Abzweig geradeaus und ehemals nach links |                         | nach Eilsleben                       | nach Eilsleben                       |
| Strecke |                         | nach Magdeburg                       | nach Magdeburg                       |
| |                         |                                      |                                      |
| Quellen: |                         |                                      |                                      |

Die Bahnstrecke Staßfurt–Blumenberg war eine 32,6 Kilometer lange eingleisige Bahnstrecke in Sachsen-Anhalt. Sie verband die Kreisstadt Staßfurt mit dem Bahnknoten Blumenberg an der Bahnstrecke Magdeburg–Thale.

## Geschichte
Bereits 1872 wurde der Magdeburg-Halberstädter Eisenbahngesellschaft (MHE) eine Konzession für die Strecke Blumenberg–Staßfurt–Güsten–Sangerhausen erteilt. Sie wurde aber zurückgezogen, da der Staat Preußen selber die Kanonenbahn Güsten–Sangerhausen bauen wollte. Nachdem die MHE einen neuen Vorstoß gemacht hatte und die beteiligten Länder Preußen und Anhalt einen entsprechenden Staatsvertrag geschlossen hatten, wurde am 1. November 1878 die Konzession für die Nebenbahn Staßfurt–Egeln–Blumenberg von Preußen erteilt, von Anhalt kam sie am 10. November. Die Bauarbeiten wurden zügig aufgenommen, bereits ein Jahr später, am 15. Dezember 1879 fuhren die ersten Züge auf dem Abschnitt zwischen Staßfurt und Hecklingen. Am 1. Januar 1880 wurde die MHE verstaatlicht, und so wurde am 15. September 1880 der Abschnitt Hecklingen–Egeln als preußische Staatsbahn in Betrieb genommen, am 10. August 1881 schließlich auch der Abschnitt Egeln–Blumenberg. In Schneidlingen gab es ab 1897 einen Übergang zur privaten Aschersleben-Schneidlingen-Nienhagener Eisenbahn, der auch nach deren Verstaatlichung 1949 bis zur Stilllegung des letzten Streckenstückes nach Cochstedt 1996 bestand. In Etgersleben zweigte von 1891 bis 1993 die Strecke nach Förderstedt ab. 
An der Strecke gab es ein hohes Güteraufkommen durch den Kaliabbau bei Staßfurt und die Braunkohlegruben bei Egeln. Auch landwirtschaftliche Güter spielten eine Rolle; in Hecklingen und Egeln gab es Zuckerfabriken, die mit Rüben beliefert wurden. Nachdem der Braunkohleabbau und der Kaliverkehr schon früher weggefallen waren, schlossen Anfang der 1990er Jahre die Zuckerfabriken Hecklingen und Egeln.
Auch der Personenverkehr war recht rege. 1944 verkehrten sechs Zugpaare werktags, drei sonntags; 1970 sogar acht Zugpaare, sonntags fünf. Nach der Deutschen Wiedervereinigung ging der Personenverkehr stark zurück, zuletzt waren nur noch alleinfahrende Triebwagen unterwegs. 
Am 29. Mai 1999 wurde der Personenverkehr auf dem Abschnitt Egeln–Blumenberg eingestellt, am 28. September 2002 auch zwischen Egeln und Staßfurt. Infolgedessen wurden die Strecke zwischen Egeln und Blumenberg am 10. Juli 2001 und zwischen Staßfurt und Egeln am 31. Juli 2003 stillgelegt, seitdem wird dieser Abschnitt als Bahnhofsgleis geführt. Die Strecke von Staßfurt nach Egeln wurde wenig später an die Anhaltische Bahn Gesellschaft (A. B. G.) verpachtet, die entlang der Strecke Güterwagen abstellte. Im Frühsommer 2007 verschrottete die A. B. G. dann die vorhandenen EZMG-Signale entlang der Strecke, kurz darauf übernahm die A.V.G. Ascherslebener Verkehrsgesellschaft die Strecke und betreibt sie seitdem wieder als öffentliche Bahn. Die A.V.G. investierte in die Strecke: Es wurden u. a. eine Brückenprüfung und eine komplette Hauptprüfung der Strecke durchgeführt, die Achslast wurde von 18 t auf 21 t heraufgesetzt. Heute finden täglich Bedienfahrten der Ladestraße in Egeln statt, wo zwei Firmen Container umschlagen. Zeitweilig wurden auch größere Mengen Schüttgüter umgeschlagen und mit der Baureihe 232 abgefahren. Mittlerweile gründete sich ein Verein, der sich den Erhalt der Strecke zur Aufgabe gemacht hat, der Nebenbahn Staßfurt–Egeln e. V. (NbSE). Seit 2016 besitzt dieser Verein einen Triebwagen der Baureihe VT 2E (VT 2.38), der nach seiner Ausmusterung bei der AKN erworben wurde. Die AVG hat ebenfalls zwei dieser Fahrzeuge (VT 2.35 und VT 2.37) gekauft und stellt sie dem Verein für Sonderfahrten zur Verfügung. Am 2. April 2016 kam der Zug erstmals in der neuen Heimat zum Einsatz.